# Nannacara bimaculata
Nannacara bimaculata är en fiskart som beskrevs av Carl H. Eigenmann 1912. Nannacara bimaculata ingår i släktet Nannacara och familjen Cichlidae. Inga underarter finns listade i Catalogue of Life.